# Westricher Moorniederung
Die Westricher Moorniederung ist einerseits ein Fauna-Flora-Habitat-Gebiet (FFH-Gebiet) in der  Westpfalz (Rheinland-Pfalz). Andererseits wird damit ein weitläufiges Gebiet in der St. Ingbert-Kaiserslauterer Senke zwischen der Bliesaue und Kaiserslautern bezeichnet. Das FFH-Gebiet hat eine Flächengröße von 2.152 Hektar.

## Geographie
Die Westricher Moorniederung liegt zwischen dem Nordpfälzer Bergland, der Westricher Hochfläche, dem Pfälzerwald und dem Kirkeler Wald. Sie erstreckt sich über die Niederungen von Kaiserslautern über Kindsbach, Landstuhl, Ramstein-Miesenbach, Hütschenhausen, Hauptstuhl, Bruchmühlbach-Miesau, Waldmohr, Bruchhof-Sanddorf und Homburg bis zur Mastau bei Beeden und hat eine Ausdehnung von ca. 40 km in Ost-West-Richtung und maximal 4 km in Nord-Süd-Richtung.
Ihre tiefsten Punkte liegen bei 222 m ü. NHN ganz im Westen bei der Mündung des Erbachs in die Blies und bei 223 m ü. NHN beim Abfluss des Glans nach Norden in der Nähe von Hütschenhausen, einzelne Hügel ragen mit etwa 260 m ü. NHN nur wenig über die Niederung hinaus. Das Gebiet wird im Westteil vom Erbach, im Mittelteil von Glan und Mohrbach und im Ostteil von der Lauter entwässert. Die Westricher Moorniederung erstreckt sich über Teile der Naturräume Kaiserslauterer Becken, Landstuhler Bruch, Peterswaldmoor/Jägersburger Moor und Homburger Becken.

## Naturschutzgebiete
Zahlreiche Naturschutzgebiete liegen in der Westricher Moorniederung. Unter anderem:
- Schlangenbruch
- Östliche Pfälzer Moorniederung
- Schachenwald
- Glanniederung bei Elschbach
- Schwarzbach
- Wiesen nördlich von Vogelbach
- Neuwoogmoor
- Jägersburger Wald/Königsbruch
- Closenbruch
- Bliesaue bei Beeden[4]

Ferner liegt das Naturschutzprojekt Kranichwoog im FFH-Gebiet.